# ゆがけ

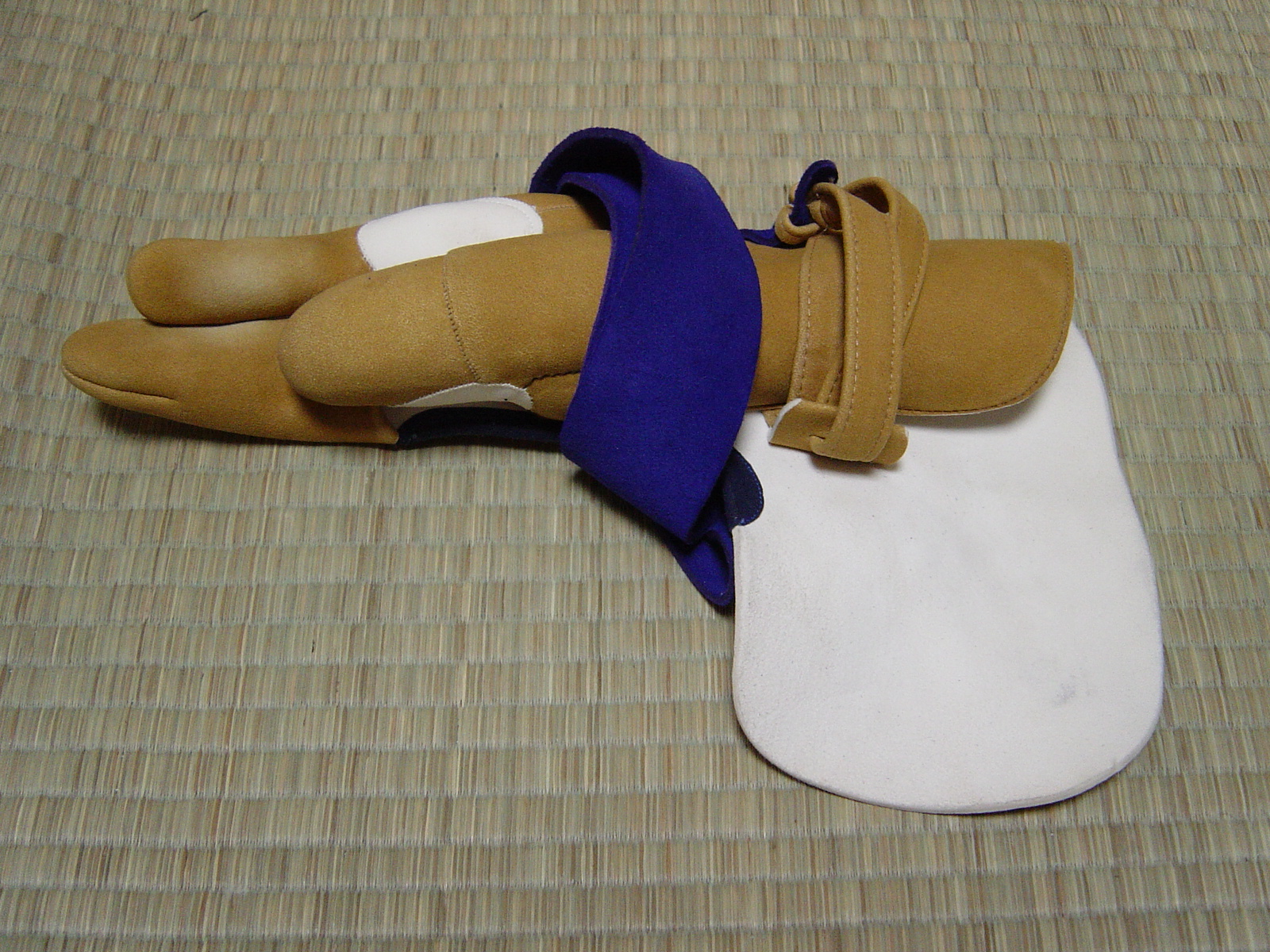
ゆがけ（弓懸、弽、韘）

ゆがけ（弓懸、弽、韘）は日本の弓道・弓術において使用される弓を引くための道具。鹿革製の手袋状のもので、右手にはめ、弦から右手親指を保護するために使う。製作する職人は『かけ師』（ちなみに、弓は『弓師』、矢は『矢師』）と呼ばれる。鷹狩で使用されるものも同様にゆがけ（鞢・餌掛け）と呼ぶが、こちらは形状が多少異なり左手にはめる。

## 概論

図右,Fig.3_蒙古式

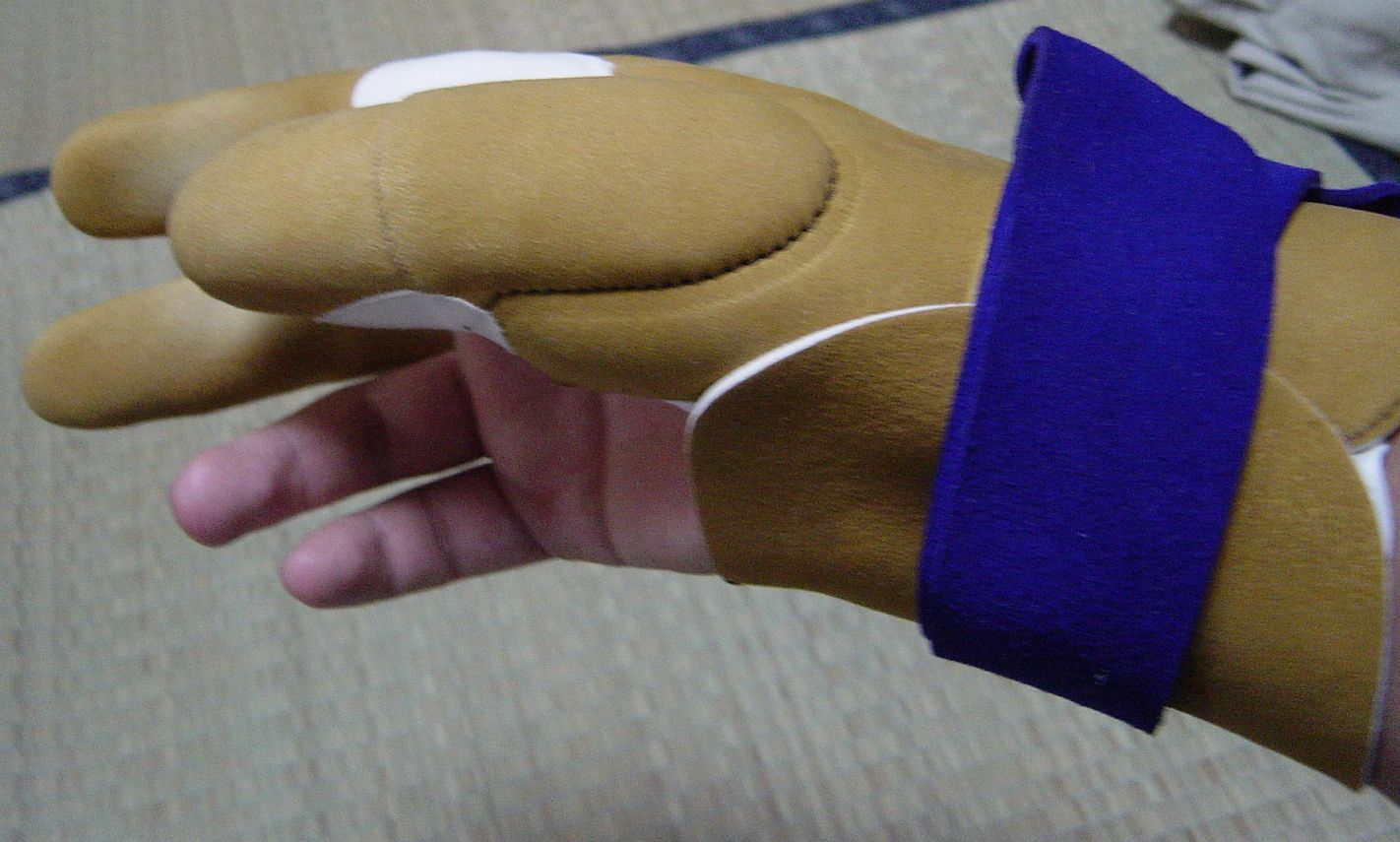
三ツガケの装着例

ゆがけは、和弓の登場時から親指に弦を掛けて弓を引く「蒙古式（右図Fig.3）」の取り掛けをする、日本の射法に合わせて独自に発展した道具である。時代ごとの流派や射術、弓射のあり方の変遷に伴い、ゆがけもその時代ごとに改良が重ねられ、現在の形に至る。今日使われているゆがけは中世に武士が使用していたものとは基本的な作りから異なり、一般的には「三ツガケ」あるいは「四ツガケ」と呼ばれる親指（帽子）と手首（控え）が固めてあるものが使用されている。
ゆがけをはめることを、「ゆがけを挿す」という。原則として「正座をしてゆがけを挿す・外す」「弓射以外の作業を行う際は必ずゆがけを外す」ことが基本的な作法である。ゆがけを挿す際、下に「下ガケ」と呼ばれる木綿等の薄い生地でできた肌着のようなものを付けるが、これは手汗を吸い取り湿気からゆがけを保護するためのもので、手汗をかいた場合はこまめに取り替えるのが好ましい。
三ツガケは親指・人差指・中指、四ツガケは親指から薬指までを覆い、親指には木（あるいは水牛等の角）を指筒状にくり抜いたものが親指全体を覆うように仕込まれている。さらに親指根から手首部分が固めてあり、ゆがけを挿してカケ紐で手首を適度に巻き締めることにより、手首から親指までは動きの自由度がほとんどなくなる。このため、ゆがけを挿したままでは物をつかむなどの行為が困難になるため、弓射以外の作業を行う際はゆがけを外すことになっている。
ゆがけの親指根には弦が引っかかる程度の浅い段差（弦枕）が付けられており、ここに弦を掛けて三ツガケは中指、四ツガケなら薬指を親指先に掛け、手首に適度なひねりを加えることによって弦は保持される。滑り止めに「ギリ粉（ぎりこ：松脂を煮詰めて乾燥、粉末状に砕いたもの）」を中指から人指し指まで、または薬指から人指し指までと親指先にまぶし、なじませて使用する。
弓射において、ユガケの作りの良し悪しは行射の良し悪しに直接関わる極めて重要な要素であるとともに、長年使い込まれて射手の手になじんだゆがけは簡単に新調できるものではない。良い作りのユガケは、適切な手入れを行っていれば一生涯もつと言われている。これらのことから、ゆがけは大切に扱うことが大事であるとされるうえ、（言語学的根拠に乏しいが）「カケ、変え」から転じて「かけがえのない」という言葉の語源だと、弓道家の間でしばしば言われている。

## 構造

### 素材
ゆがけの親指には指筒状にくりぬかれた木、または水牛等の角（総称して「角」と呼ばれる）が入り、控え（手首部分）には牛革が固めのために入っている。親指を角に入れ固めることによって、弦の圧力から親指を保護し、控えを固めることによって手首の負担を軽減、また控えによって機械的なばねの効果を持たせ“離れ”の際に有利に働くようになっている。
革には原則として鹿革が使用される。これは柔軟性・吸湿性・耐久性・きめが細かく肌触りがよいという点から鹿革が最も適しているためである。まれに装飾目的で別の革が使用される場合もあるが、装飾においても多くは印伝等の鹿革由来のものが使われる。
鹿革は「燻革（ふすべかわ）」に加工したものを使う。これはなめした鹿革を藁を燃した煙でいぶしヤニを付ける（いぶし染め）ことによって茶色に染めたものだが、いぶし染めを施すことで防菌、防虫効果を高め、また革を柔らかくしている。鹿革をその他の色に染める場合も、いぶし染めを施してから染められている。ゆがけの縫い目は一般的な縫製品に比べ非常に細かく、特に名人とされる弓懸師・弽師（ゆがけし・かけし）の手縫いは精緻を極める。
鹿革には「大唐（おおとう）」「中唐（ちゅうとう）」「小唐（ことう）」「チビ小唐（ちびことう）」といったグレード分けがされており、大唐は大人、小唐は子鹿と言ったように鹿の年齢からなる。若い革の方がきめが細かく柔らかいためゆがけには最適だが、高価である。１枚の鹿の革の中で最適な厚みやきめ、傷の有無など、一番良い所から革を取るため、鹿一頭からはゆがけ１つ分の革しか取れない。鹿革はすべて中国等外国からの輸入品であるが、近年養鹿業は採算が合わないとして数が減りつつあり、将来的な供給が危ぶまれている。

### 部位別
堅帽子（かたぼうし）
三ツガケ、四ツガケ、諸ガケに見られる現在最も一般的な作り。帽子（親指）に「角（木、または水牛等の角を指筒状にくりぬいた芯材）」が仕込まれていて、それに覆われた親指先の自由度はまったくない。弦の圧力が親指に直接かかることがなく親指への負担が少ないため、矢数を掛けることに適している。親指根部分に弦を掛ける段差（弦枕）があり、弦枕の形状は射の運行、矢の飛び方に関わる極めて重要な部分。帽子から控えまで固めた「堅帽子・控え付き」が現在もっとも一般的な作りで、「本ガケ」とも呼ばれる。
柔帽子・和帽子（やわらかぼうし・わぼうし）
帽子（親指）に固めのための角が入っておらず、革が２枚以上重ねてあるのみである。このため親指の自由が利き、“離れ”の際に余分な抵抗がないため有利であるとされる。
柔帽子・控え無しの三ツガケは、弦を掛ける感触がつかみやすく、また手首が自由であることから、初心者が弓を引き始めるころ、または未経験者が体験的に弓を引く際に使わせることもある。弓道用のゆがけの中ではもっとも歴史が古く、武士が使っていたゆがけに近い作りをしている。
節抜き（ふしぬき）
帽子の角の親指背にあたる部分がくりぬかれ開いている造り。親指全周を固めないため、親指の太さに合わせやすい。堅帽子のゆがけの作りの一種で、竹林ガケ等が節抜き。
控え付き（ひかえつき、俗称）
手首（控え）部分に固めのための硬い牛革などが入っている。三ツガケ、四ツガケに見られる、もっとも一般的な作り。柔帽子・堅帽子の別なく見られる造りの一種で、控えを固めることによって手首〜親指根の自由がなくなり、手首が安定しやすい。「堅帽子・控え付き」が現在もっとも一般的な作りで、「本ガケ」とも呼ばれる。“離れ”において、控えの固めがばねのように働き親指の跳ね上げが促され、弦の運行を妨げないとされる。
控え無し（ひかえなし、俗称）
『控え付き』に対して、手首（控え）部分に固めが入っていない。三ツガケに見られる。また、諸ガケはもともと騎射ガケの流れを汲むため控えがない。柔帽子、堅帽子の別なく見られる造りの一種で、堅帽子では手首の固めがないことから親指の動きが比較的自由になるため、“離れ”において弦の運行を親指がじゃましにくいとされる。

### 種類別
三掛（みつかけ・みつがけ）
親指、人差し指、中指の三指を覆う形状。「三ツガケ」と言えば堅帽子で控え付きのものを指し、初心者はまず三ツガケをあてがわれる。初心者〜上級者まで広く一般的に使われ、もっとも使用者数が多い。帽子に固めの角が入っておらず、控えがないものを「柔帽子」あるいは「和帽子」、帽子の背の部分をくりぬいてあるものを「節抜き」と呼び、区別している。
四掛（よつかけ・よつがけ）
親指、人差し指、中指、薬指の四指を覆う形状。「四ツガケ」と言えば堅帽子で控え付きのものを指す。三十三間堂の通し矢のために開発されたものであるため、堂射系の流派で使われてきたが、連盟弓道では指導者や本人の好みから使用される場合が多い。薬指から親指に掛けるため、三ツガケより取り掛け（弦の保持）が楽であるとされる。堂射系の流派でも初心者のうちは三掛から始めるため、主に堂射系の中級〜上級者の間で広く使われている。
竹林がけ（ちくりんがけ）
日置流尾州竹林派独自のゆがけ。三ツガケ、節抜きの堅帽子。親指先、中指の腹の取り掛けの際に接触する部分に当て革がされており、全体的に独特な作りとなっている。
柔らかく作られているため、“離れ”における帽子の働きを助けるために「小紐」を一回り親指に絡めてカケ紐を締める。
諸がけ（もろがけ）
五本全指を覆う形状。堅帽子、控え無し。取り掛け方は、使用者によって変わる（元々三つを使用していた場合は三つの取り掛け、四つを使用していた場合は四つの取り掛けをする。当然、前者と後者で帽子の角度や長さも違う。）小笠原流の免許ゆがけ『紫二本継指』が有名。一部上段者が使用している。
控えが固められていないため、“離れ”における帽子の働きを助けるために「小紐」を一回り親指に絡めてカケ紐を締める。
騎射がけ（きしゃがけ）
両手全指を覆う形状。造りは右手親指根に当て革がされているだけであり、親指・手首共に固めが入っていないなど、革手袋に近い作りである。中世に武士が騎射で使用していたものとほぼ同型で、手綱が取りやすくそのまま薙刀や太刀を振るうことも出来る。現代では流鏑馬で使われる。戦時は弓の落下を防ぐために左手に薬練を引いて弓と手を半接着していたが、このことが『手ぐすねを引いて待つ』という言葉の語源になっている。
押し手がけ・押し手かけ（おしてがけ・おしてかけ）
左手に挿すゆがけ。親指のみ覆うもの、人差し指・親指を覆うもの、手首まで覆うもの、形状はいろいろある。主に左手を保護するためのもの。感覚に合わなければ使用する必要がなく、使用者は多くない。

## 各部名称
帽子（ぼうし）
親指先から親指根にあたる5cm前後の部分。弦を掛け、弦の圧力を受ける部分で、帽子の取り付け角度・太さ・形状等、行射の良し悪しに関わる重要な部位である。
角（つの）
弦からの圧力から親指を保護する目的で帽子部分に入れられる木、あるいは水牛等の角を指筒状にくりぬいた芯材。現在では入手、加工が容易な木材を使用したものが主流。親指先から親指根あたりまで親指全体を覆う。角が入れられた造りのゆがけ、あるいは帽子を「堅帽子」、角が入れられていないゆがけ、あるいは帽子を「柔帽子」と呼ぶ。
腰・二の腰（こし・にのこし）
帽子と控えをつなぐ部分。堅帽子は牛革が二枚程度重ねられたものが入れられ、固められている。外見上は帽子から腰まで１つにつながった膨らみを持っている。この膨らみや硬さによって、“離れ”への影響のが変わる。なお、竹林がけは堅帽子であるが、節抜き構造によって二の腰がない。
控え・一の腰（ひかえ・いちのこし）
腰を囲うように親指根から手首、ゆがけの下端まで橈骨側を覆う部分。控え付きはここに牛革が入れられ固められている。やはり控えの形状や硬さによって離れへの影響が変わる。
弦枕（つるまくら）
弦が掛かる部分で、弦から掛かる弓力を直に受ける。堅帽子は、弦を掛ける段差を付けるために親指の爪大ほどの牛革が入れられている。弦の滑りを良くするために、蝋や薬練が塗られている。弦枕の形状・位置・角度・段差の高低が極めて重要で、形が悪いとまともに弓が引けない、矢が飛ばない等の弊害が出る。流派や射法、射手の志向によって正しい位置・形は一定ではなく、その形状や位置によって、一文字、十文字、筋交い、浅ガケ、深ガケ等数種類ある。
弦溝（つるみぞ）
弦枕の内、段差の下、弦が乗る部分。
胴（どう）
手首から手の甲までつながる部分。鹿革一枚からなり、手首部分は手首に巻けるよう巻きしろが取られている。三ツガケ、四ツガケは人差し指、中指まで一枚につながった裁断がされている。
小紐（こひも）
控え部分から付けられ紐を結び付ける鹿革製の細い帯状の紐。竹林がけや諸がけ等は小紐を親指に絡めるため長目に造られている。
紐・緒（ひも・お）
ゆがけを手首部分で巻き止める帯状のもの。胴、小紐、紐の順で巻かれ、手の甲側、または内側で結び止める。ゆがけの中で唯一交換可能な部分。ゆがけと同色か紫に染められた紐が一般的。